# 機動新撰組 萌之劍
《機動新撰組 萌之劍》是2002年12月26日所發售的角色扮演遊戲，簡稱「萌之劍」，是一款以新選組為概念的作品，原作、總導演為廣井王子，人物設定由高橋留美子擔任。
另外2003年11月先推出OVA動畫。然後2005年7月到9月於獨立UHF局首播電視動畫版，標題名稱《 機動新撰組 萌之劍 TV（日语：機動新撰組 萌えよ剣 TV）》。OVA版受到遊戲的影響，所以戰鬥要素相當強烈。電視動畫版則把一些角色和設定變更、和OVA版對照起來，成為一個愛情喜劇很強烈的作品。台灣東森電影台2005.8/13晚上9點全台4話首播
2007年1月，發售柏青哥版的『CR機動新撰組 萌之劍』（STX、TTX、KTX）。
順便一提，本作標題是將司馬遼太郎以新選組為題材的作品《燃燒吧 劍》的「燃」給換成「萌」（但日語發音一樣）。

## 故事簡介（電視動畫）
以明治維新後的京都為舞台。人類與妖怪一起生活著、但每天卻會有一些未經政府許可而出現的妖怪到處作亂。為了逮捕它們以守護京都的治安，因而成立機動新撰組。但是過於龐大的債務，讓新撰組出現經營危機。為了讓新撰組能繼續存在，坂本龍馬的兒子、坂本龍之介從上海回國受命經營並且與這些個性豐富的隊員們一起過著多采多姿的生活。

## 登場人物

### 機動新撰組和他們的夥伴
弓月新太郎（聲：野島健兒（日本））
遊戲和OVA版的主角，受勝海舟援助而上東京大學的青年，由於勝海舟的請託而入隊。因為在大學學的是經濟而在隊內擔任「堪定方兼參謀見習」的職位。
坂本龍之介（聲：橫山智佐（日本）；馬君珮（台灣））
坂本龍馬和阿涼的兒子。電視動畫版中升格為主角。在遊戲和OVA版中是個天真爛漫，但個性卻很認真的吐嘈角色。作品中曾經死過數次，最後在貓丸的力量幫助下而復活。
另外，史實上，坂本龍馬並未有任何孩子。
近藤勇子（聲：折笠愛（日本）；汪世瑋（台灣））
5月7日生於千葉縣。17歳。血型O型。
新撰組局長近藤勇的女兒。武器為靈劍。在新撰組中居於領導的地位，把阿涼當作母親一樣看待。在作品中是個熱血角色。興趣是收集刀和賭博，但也因為愛賭，為了還債而進入新撰組並且造成新撰組扛下巨額借款。電視動畫版中，為了促進龍之介和小夜子的戀情而奮鬥。後面雖然也喜歡上龍之介，但仍幫忙保護沖田的戀情。
和早乙女美姬是老朋友
土方歲繪（聲：松井菜櫻子（日本）；姚敏敏（台灣））
12月10日生。17歳。血型A型。
新撰組副局長土方歲三的女兒，很尊敬父親所屬的新撰組。武器為雙槍（遊戲和OVA版中為刀）。在作品中是個冷酷且最能保持常識的人。在世界各地學習最新的戰術，因為有「新撰組」的名字而入隊。穿著旗袍風的服裝。在電視版中也有平賀所開發的機械土方存在。OVA版中，意外地也有訂少女髮蠟的一面。
沖田薰（聲：池澤春菜（日本）；馬君珮（台灣））
11月20日生。15歲。血型A型。
新撰組第一隊長沖田總司的女兒，因為小時候學過陰陽術，所以武器為式神。透過近藤的介紹而入隊。很喜歡龍之介，並且龍之介（實際上是她媽媽的變裝）也曾對她作出愛的告白。電視動畫版中設定是個半妖。對於自己的貧乳有很大的情結。本人也是一名甜食家，OVA中有吃完三十五份「餅」的記錄、胸襟也常藏有大福餅。是新撰組隊士中唯一聲音和外型都很萌的角色。
阿涼（聲：榊原良子（日本）；姚敏敏（台灣））
龍之介的母親兼機動新撰組的社長和宿舍「天國莊」的管理人，因為受到勝海舟的幫助而創立機動新撰組來對付在京都的妖怪，在新撰組中宛如母親般的存在。作品中是個天然呆的角色，對龍之介相當溺愛。在電視動畫版第2話時，聽到龍之介「只要弄好新撰組的經營就要回上海」的事情後，大受打擊而昏倒。
原型來自於坂本龍馬的妻子楢崎龍。
貓丸（聲：田中真弓（日本）；龍顯蕙（台灣））
貓妖怪。是龍之介在上海留學時撿回來的妖怪。推定年齢為300歳。有著給予自己的靈魂、讓死者復活的能力。喜歡夏慕爾咖啡廳的蛋糕。和牠的名字相反，是隻母貓。
在新撰組擔任料理的工作。
平賀源內（聲：三木真一郎（日本）；劉傑（台灣））
有名的發明家，平賀源內第四代。因為喜歡研究和發明而入隊並且在隊內擔任裝備開發和醫生。平常是個和善的人，但在開發發明時，會個性改變而有瘋狂科學家的一面。代表發明有妖怪用費洛蒙（電視動畫第2話）、溫泉挖掘機（電視動畫第3話）、機械土方（電視動畫第5話）等。
渡瀨清美（聲：笹島薰（日本）；汪世瑋（台灣））
常駐新撰組的護士。第3話時，本來想與新撰組人一起去溫泉旅行、結果被放鴿子。是個喜歡帥哥，所以很挑臉蛋的女人。
青龍（聲：安田美和（日本）；馬君珮（台灣））
朱雀（聲：今野宏美（日本）；龍顯蕙（台灣））
白虎（聲：前田近美（日本））
玄武（聲：金田朋子（日本）；汪世瑋（台灣））
沖田指揮的式神。

### 飛燕組
早乙女美姬（聲：笠原留美（日本）；劉如蘋（台灣））
為在古代的京都受人尊敬的義賊「飛燕組」的組長並且和新撰組對立著。由於家族代代都是侍奉朝庭的神官，所以有著能和妖怪溝通的能力。但在明治維新後，因為廢除神官，於是家族因而沒落。但由於美姬為了能夠重建寺廟，開始攏絡那些住在京都的妖怪而重組飛燕組並且以保護妖怪義工團體自居。有好幾次干擾新撰組，結果引起騷動。
田中右近（聲：草尾毅（日本）；劉傑（台灣））
早乙女家的從者，本姓多摩，原本是位劍客，但因為御前比賽輸給妖怪，而被流浪並且被美姬所救。在隊中是二當家的地位。自稱「美姬的右手，同心一體」並且和左近一起擔任輔佐的角色。很喜歡美姬，結果在電視動畫第12話時向她告白。
鈴木左近（聲：中嶋聰彥（日本）；劉傑（台灣））
原相撲選手，過去受到美姬的幫助而加入他們。因為擔任過相撲選手的關係而擅長料理。平時看來很溫柔，但也會有憤怒到令人恐怖的一面。

### 其他
貓又（聲：山川琴美（日本）；龍顯蕙（台灣））
電視動畫版原創人物。在京都街上經營茶館的貓妖怪。電視版原創人物。多次與新撰組的人一起行動。在本作中，與人類的戀情相當坎坷，後半段則和人類結婚、生下一個孩子（半妖）。
蘭蘭（聲：澤城美雪（日本）；龍顯蕙（台灣））
電視動畫版原創人物。龍之介住在上海時、對他一見鍾情並且自稱是「龍之介的太太」的中國女孩。電視版原創人物。外表是個少女，但實際上是個妖怪、擅長體術和暗器。第11集時，以搭乘餃子形狀的飛行船的方式，作為她衝擊性的登場。
康康（聲：高口公介（日本）；劉傑（台灣））
電視動畫版原創人物。服侍蘭蘭的大熊貓妖怪。有著壓倒性的格鬥術和頭腦。擅長類似龜派氣功的能源波、連近藤也敵不過他。另外也擅長下將棋、有著能讓土方難以應付的實力。
山崎小夜子（聲：滿仲由紀子（日本）；龍顯蕙（台灣））
西式咖啡廳「夏慕爾」的女店員。遊戲中有登場、但在OVA版中則沒有。電視動畫版中的前半段是龍之介戀人候選人（近藤自己隨便指定的）但在後半段的登場次數則相對稀少。遊戲版中大部分的時間都沒跟龍之介有所互動。
浦澤千（聲：山崎和佳奈（日本）；劉如蘋（台灣））
電視動畫版原創人物。多次借錢給新撰組的人。第8話時就知道她的金髮是假髮（其實頭髮是紫色的）。對於收錢相當熱衷，於最終話時，其討債能力讓背叛到飛燕組的妖怪們全部跳槽到她那邊。

## OVA

### 製作人員（OVA）
- 導演：殿勝秀樹
- 劇本統籌、劇本：武上純希（日语：武上純希）
- 演出：粟井重紀
- 動畫人物設定：西野理惠、織岐一寬
- 機械設定：明貴美加
- 美術設計：佐藤正浩
- 美術監督：片平真司
- 色彩設計：加藤良高
- 3D監督：作野賢一郎
- 攝影監督：杉浦充→阿部浩美
- 剪輯：田熊純
- 音樂：池毅（日语：池毅）
- 音響監督：菊田浩巳（日语：菊田浩巳）
- 製作人：磯山敦、大井守、辻洋
- 動畫製作人：佐久間敏郎、橋本和典
- 動畫製作：Picture Magic（日语：ピクチャーマジック）
- 製作協力：Animax Broadcast Japan
- 製作：Marvelous Entertainment、Pony Canyon、Picture Magic

### 主題歌（OVA）
兩首都由廣井王子作詞，池毅作曲及編曲，折笠愛、松井菜櫻子、池澤春菜主唱。
片頭曲
片尾曲

### 各話列表（OVA）
| 話數  | 日文標題 | 中文標題             | 分鏡     | 作畫監督 | 發售日期       |
| ----- | -------- | -------------------- | -------- | -------- | -------------- |
| 第1話 |          | 登場！壬生狼的女兒們 | 殿勝秀樹 | 織岐一寬 | 2003年11月19日 |
| 第2話 |          | 激突！祇園祭的妖怪   | 小林一三 | 織岐一寬 | 2003年12月17日 |
| 第3話 |          | 冷汗！復仇的先斗町   | 植田秀仁 | 粟井重紀 | 2004年1月21日  |
| 第4話 |          | 復活！百鬼的首都     | 殿勝秀樹 | 織岐一寬 | 2004年2月18日  |

## 電視動畫

### 製作人員（電視動畫）
- 企劃監修：RED Entertainment、enterbrain
- 導演：所俊克
- 劇本統籌：武上純希（日语：武上純希）
- 人物設定、總作畫監督：瀧川和男
- 美術監督：宮前光春
- 色彩設計：昇晴子
- 攝影監督：
- 剪輯：岡田輝滿
- 音響監督：井上和彥
- 音樂：上松範康
- 3DCG製作：Frameworks Entertainment（日语：フレームワークス・エンターテインメント）
- 創意製作人：小林正樹、名越康晃（日语：名越康晃）、山崎彰敘
- 製作人：大宮三郎（日语：大宮三郎）、中西孝
- 動畫製作人：岩川廣司、佐久間敏郎、岡田正和
- 動畫製作協力：陸演隊（日语：陸演隊）
- 動畫製作：Trinet Entertainment（日语：トライネットエンタテインメント）、Picture Magic（日语：ピクチャーマジック）
- 製作：萌之劍製作委員會

### 主題歌（電視動畫）
片頭曲
作詞：畑亞貴，作曲：太田雅友，編曲：藤間仁，主唱：佐藤裕美
片尾曲
作詞：畑亞貴，作曲、編曲：田村信二，主唱：藤彌美里

### 各話列表（電視動畫）
| 話數 | 日文標題 | 中文標題                   | 劇本       | 分鏡            | 演出       | 作畫監督          | 作畫輔助 | 首播日期      |
| ---- | -------- | -------------------------- | ---------- | --------------- | ---------- | ----------------- | -------- | ------------- |
| 1    |          | 歡迎回來                   | 武上純希   | 所克俊          | 下田久人   | 村井孝司          | －       | 2005年 7月1日 |
| 2    |          | 試著觸摸少女的頭髮         | 武上純希   | 所克俊          | 谷田部勝義 | 原由美子          | －       | 7月8日        |
| 3    |          | 親親少女肌膚之芳澤         | 隅澤克之   | 所克俊          | 富田剛司   | 野田惠            | －       | 7月15日       |
| 4    |          | 為遊樂而生                 | 靜谷伊佐夫 | 垂永士          | 下田久人   | 野口和男          | －       | 7月22日       |
| 5    |          | 胸中的激情                 | 武上純希   | 所克俊          | 西村大樹   | 華房泰堂          | －       | 7月29日       |
| 6    |          | 夕陽底下的哀愁             | 隅澤克之   | 所克俊          | 下田久人   | 村井孝司 原由美子 | －       | 8月5日        |
| 7    |          | 向神請求戀愛的前景         | 靜谷伊佐夫 | 所克俊 遠藤徹哉 | 遠藤徹哉   | 君塚勝教          | －       | 8月12日       |
| 8    |          | 少女神采上身               | 植田浩二   | 所克俊          | 鐮田祐輔   | 烏宏明            | 青木康哲 | 8月19日       |
| 9    |          | 在月亮上照映著對母親的思念 | 長谷川勝己 | 關田修          | 關田修     | 服部憲知 原由美子 | 青木康哲 | 8月26日       |
| 10   |          | 想啊迷惘啊憂愁啊           | 靜谷伊佐夫 | 菊池一仁        | 西村大樹   | 華房泰堂          | 青木康哲 | 9月2日        |
| 11   |          | 美麗錯誤的約定             | 隅澤克之   | 遠藤徹哉        | 遠藤徹哉   | 空流邊廣子        | 青木康哲 | 9月9日        |
| 12   |          | 恍惚 暴走 沉默             | 植田浩二   | 所克俊          | 下田久人   | 村井孝司          | 青木康哲 | 9月16日       |
| 13   |          | 珍重再會                   | 武上純希   | 所克俊          | 關田修     | 原由美子 瀧川和男 | 青木康哲 | 9月23日       |

### 播放電視台
| 播放地區 | 播放電視台   | 播放日期               | 播放時間                  | 播放聯播網 | 備註   |
| -------- | ------------ | ---------------------- | ------------------------- | ---------- | ------ |
| 埼玉縣   | 埼玉電視台   | 2005年7月1日－9月23日  | 星期五 25時30分－26時00分 | 獨立UHF局  |        |
| 千葉縣   | 千葉電視台   | 2005年7月3日－9月25日  | 星期日 24時30分－25時00分 | 獨立UHF局  |        |
| 京都府   | KBS京都      | 2005年7月3日－9月25日  | 星期日 25時15分－25時45分 | 獨立UHF局  |        |
| 神奈川縣 | 神奈川電視台 | 2005年7月3日－9月25日  | 星期日 25時30分－26時00分 | 獨立UHF局  |        |
| 兵庫縣   | SUN電視台    | 2005年7月6日－9月28日  | 星期三 26時05分－26時35分 | 獨立UHF局  |        |
| 愛知縣   | 愛知電視台   | 2005年7月7日－9月29日  | 星期四 25時58分－26時28分 | 東京電視網 |        |
| 日本全國 | Kids Station | 2005年7月12日－10月4日 | 星期二 24時30分－25時00分 | CS放送     | 有重播 |
| 日本全國 | GyaO         |                        |                           | 網路電視   |        |

※網路電視目前由萬代頻道上架。

### DVD
DVD版在2006年1月，以DVD-BOX盒裝套組進行販售。

## 柏青哥、角子機
柏青哥
- CR機動新撰組萌之劍（日语：CR機動新撰組萌えよ剣）（2007年，TAIYO ELEC（日语：タイヨーエレック））
- CR機動新撰組萌之劍 疾風怒濤篇（2009年，TAIYO ELEC）
- CR機動新撰組萌之劍3（2014年，TAIYO ELEC）

另外，2008年受到柏青哥人氣再起的影響而廢盤，包含主題歌CD在內都有再重新進行生產。
角子機
- 角子機機動新撰組萌之劍（2008年，TAIYO ELEC）
- 角子機機動新撰組萌之劍 ～今宵花散～（2014年，北電子）

## 外部連結
- 機動新撰組 萌之劍（RED Entertainment） （页面存档备份，存于） （日語）
- 機動新撰組 萌之劍（enterbrain） （页面存档备份，存于） （日語）
- 機動新撰組 萌之劍 (MMV) （页面存档备份，存于） （日語）
- 機動新撰組 萌之劍 TV (excite) （页面存档备份，存于） （日語）
- CR 機動新撰組 萌之劍 (TAIYO ELEC) （日語）
- 角子機機動新撰組萌之劍 ～今宵花散～ (北電子) （日語）